# David Fraser
David William Fraser (Camberley, 30 dicembre 1920 – East Hampshire, 15 luglio 2012) è stato un generale, storico e saggista inglese.

## Biografia
Sir David William Fraser è stato uno dei più influenti generali dell'esercito inglese nonché storico e scrittore. Ha concentrato la sua attività di storico sulla British Army durante la seconda guerra mondiale. Dal 1978 al 1980 è stato comandante del Royal College of Defence Studies.

## Riconoscimenti e titoli
- ADC - Aide-de-camp alla regina Elisabetta II (1977-1980)[1]
- Membro della Grenadier Guards Association (ex appartenenti al corpo)[2]

## Pubblicazioni
- 2003 - Wars and shadows: memoirs of General Sir David Fraser
- 2000 - Frederick the Great
- 1996 - Wellington and the Waterloo campaign
- 1993 - Knight's Cross: a life of filed marshal Erwin Rommel, ISBN 978-88-04-41844-3 (Rommel, l'ambiguità di un soldato, edizioni Arnoldo Mondadori Editore)
- 1990 - Imperatives for defence
- 1989 - The Grenadier Guards
- 1983 - And we shall shock them: British Army in the second world war
- 1982 - Alan Brooke

## Ascendenza
|                                    |                     |                                       | Genitori                                |  |  | Nonni |  |  | Bisnonni                             |  |  | Trisnonni      |  |
|                                    |                     |                                       |                                         |  |  |       |  |  | Alexander Fraser, XVIII lord Saltoun |  |  | William Fraser |  |
|                                    |                     |                                       |                                         |  |  |       |  |  | Alexander Fraser, XVIII lord Saltoun |  |  | William Fraser |  |
|                                    |                     | Elizabeth Graham Macdowall            |                                         |  |  |       |  |  | Alexander Fraser, XVIII lord Saltoun |  |  |                |  |
| Alexander Fraser, XIX lord Saltoun |                     |                                       |                                         |  |  |       |  |  | Alexander Fraser, XVIII lord Saltoun |  |  |                |  |
|                                    |                     | Charlotte Evans                       | Thomas Browne Evans                     |  |  |       |  |  |                                      |  |  |                |  |
|                                    |                     | Charlotte Evans                       | Thomas Browne Evans                     |  |  |       |  |  |                                      |  |  |                |  |
|                                    |                     | Charlotte Evans                       | Charlotte Simeon                        |  |  |       |  |  |                                      |  |  |                |  |
| William Fraser                     |                     | Charlotte Evans                       |                                         |  |  |       |  |  |                                      |  |  |                |  |
|                                    |                     | Thomas Bellew                         | Michael Dillon Bellew, I baronetto      |  |  |       |  |  |                                      |  |  |                |  |
|                                    |                     | Thomas Bellew                         | Michael Dillon Bellew, I baronetto      |  |  |       |  |  |                                      |  |  |                |  |
|                                    |                     | Thomas Bellew                         | Helena Maria Dillon                     |  |  |       |  |  |                                      |  |  |                |  |
| Mary Helena Grattan-Bellew         |                     | Thomas Bellew                         |                                         |  |  |       |  |  |                                      |  |  |                |  |
|                                    |                     | Pauline Grattan                       | James Grattan                           |  |  |       |  |  |                                      |  |  |                |  |
|                                    |                     | Pauline Grattan                       | James Grattan                           |  |  |       |  |  |                                      |  |  |                |  |
|                                    |                     | Pauline Grattan                       | Laura Maria Tollemache                  |  |  |       |  |  |                                      |  |  |                |  |
| David Fraser                       |                     | Pauline Grattan                       |                                         |  |  |       |  |  |                                      |  |  |                |  |
|                                    | Charles Henry Maude | Francis Maude                         |                                         |  |  |       |  |  |                                      |  |  |                |  |
|                                    | Charles Henry Maude | Francis Maude                         |                                         |  |  |       |  |  |                                      |  |  |                |  |
|                                    | Charles Henry Maude | Frances Brooking                      |                                         |  |  |       |  |  |                                      |  |  |                |  |
| Cyril Maude                        | Charles Henry Maude |                                       |                                         |  |  |       |  |  |                                      |  |  |                |  |
|                                    |                     | Georgina Henrietta Emma Hanbury-Tracy | Thomas Hanbury-Tracy, II barone Sudeley |  |  |       |  |  |                                      |  |  |                |  |
|                                    |                     | Georgina Henrietta Emma Hanbury-Tracy | Thomas Hanbury-Tracy, II barone Sudeley |  |  |       |  |  |                                      |  |  |                |  |
|                                    |                     | Georgina Henrietta Emma Hanbury-Tracy | Emma Elizabeth Alicia Dawkins-Pennant   |  |  |       |  |  |                                      |  |  |                |  |
| Pamela Cynthia Maude               |                     | Georgina Henrietta Emma Hanbury-Tracy |                                         |  |  |       |  |  |                                      |  |  |                |  |
|                                    |                     | Samuel Anderson Emery                 | John Emery                              |  |  |       |  |  |                                      |  |  |                |  |
|                                    |                     | Samuel Anderson Emery                 | John Emery                              |  |  |       |  |  |                                      |  |  |                |  |
|                                    |                     | Samuel Anderson Emery                 | …                                       |  |  |       |  |  |                                      |  |  |                |  |
| Winifred Emery                     |                     | Samuel Anderson Emery                 |                                         |  |  |       |  |  |                                      |  |  |                |  |
|                                    |                     | …                                     | …                                       |  |  |       |  |  |                                      |  |  |                |  |
|                                    |                     | …                                     | …                                       |  |  |       |  |  |                                      |  |  |                |  |
|                                    |                     | …                                     | …                                       |  |  |       |  |  |                                      |  |  |                |  |
|                                    |                     | …                                     |                                         |  |  |       |  |  |                                      |  |  |                |  |